# Hecalus viridis
Hecalus viridis är en insektsart som beskrevs av Philip Reese Uhler 1877. Hecalus viridis ingår i släktet Hecalus och familjen dvärgstritar. Inga underarter finns listade i Catalogue of Life.